# Erastriopis
Erastriopis é um gênero de traça pertencente à família Arctiidae.